# Homem-Bala e Mulher-Bala
Homem-Bala e Mulher-Bala (Bulletman e Bulletgirl no original em inglês), apelidados de "Detetives Voadores", eram personagens de quadrinhos da Fawcett Comics, um casal de super-heróis criado por Bill Parker e Jon Smalle cuja primeira aventura foi na revista Nickel Comics número 1 de maio de 1940 (Era de Ouro dos Quadrinhos). Atualmente aparecem nas aventuras da DC Comics.

## Biografia ficcional
Jim Barr era filho de um policial assassinado, e por isso queria continuar a luta de seu pai contra o crime. Foi rejeitado para o serviço de policial devido a causas físicas mas conseguiu um emprego no setor de balística. Como muito dos personagens da época, Jim usou produtos químicos para desenvolver poderes em si mesmo: ganhou massa muscular e aumentou sua inteligência com o uso de sua fórmula "cura para o crime". Ele inventou um Capacete Regulador de Gravidade (que tinha a forma de uma bala de revólver e que devido a isso ficou conhecido como "Homem-Bala"), com o qual conseguia voar e desviar de tiros. O primeiro caso foi a captura de um gangster em seu esconderijo.
Pouco tempo depois Jim construiu um segundo capacete e o deu para sua namorada - mais tarde esposa - Susan Kent, filha do Sargento de Polícia Kent. Ela adotou o nome de "Mulher-Bala". A fórmula química os fazia fortes o suficiente para esmagarem um tanque de guerra. O capacete era tão resistente que uma vez um tanque nazista passou em cima da Mulher-Bala mas ela ficou apenas desacordada.
Homem-Bala e Mulher-Bala eram os segundos mais populares super-heróis da Fawcett Comics, atrás apenas do Capitão Marvel e da Família Marvel. Os personagens foram assumidos pela DC Comics em 1972 mas antes dessa aquisição caíram em domínio publico nos Estados Unidos, tendo sido reprisadas suas aventuras pela AC Comics.
O casal de super-heróis apareceu com outros companheiros da Fawcett no Esquadrão da Justiça do Mago Shazam numa aventura contra as forças do Rei Kull, que estava tentando dominar a Terra-1, Terra-2 e Terra-S capturando os seres mágicos que deram seus poderes à Família Marvel. Apareceram na história o Coringa da Terra-2 além de Weeper (conhecido nas revistas brasileiras da Editora Cruzeiro da década de 1950 como "Chorão") , Shade e Doutor Luz. Homem-Bala e Mulher-Bala estão com a mesma aparência da década de 1940, sem explicação. Voltaram a aparecer em algumas aventuras posteriores do Capitão Marvel e família.
Homem-Bala e Mulher-Bala foram incorporados à cronologia do Universo DC como membros do Comando Invencível. Foi estabelecido em Retcon que durante a Segunda Guerra Mundial o Homem-Bala encontrou Abin Sur, Lanterna Verde predecessor de Hal Jordan. Nas revistas números 39-40 de Starman (1998) James Barr é acusado de ser um traidor dos Estados Unidos.
Na revista The Power of Shazam #32 (novembro de 1997), James Barr e Susan Kent tem uma filha chamada Deanna Barr. Ela usa o capacete da sua mãe a opera brevemente com o nome de Windshear e forma um time com seus pais para resgatar a Família Marvel (Billy Batson, Mary Bromfield e Freddy Freeman) do vilão "Chain Lightning".

### Bulleteer
Em 2005, uma nova Mulher-Bala chamada "Bulleteer" foi apresentada como um dos membros dos "Sete Soldados da Vitória" de Grant Morrison. Na revista número 3 do grupo, Susan Barr aparece brevemente visitando sua sucessora.

### Crise Infinita
Homem-Bala e Mulher-Bala reapareceram em Crise Infinita no ressurgimento da Terra S juntamente com outros super-heróis da Fawcett Comics.

### Weeper
Homem-Bala e Mulher-Bala enfrentaram muitos vilões em suas aventuras pela Fawcett Comics, mas apenas um reapareceu na fase da DC Comics. O nome dele é Weeper ou "Chorão", em português. Era um gênio do crime e assassino que chorava por suas vítimas e provocava tragédias quando alguém estava feliz. Foi revelado, contudo, que o primeiro "Chorão" havia morrido. O "Chorão II" se tornou membro do "Revenge Syndicate", trio de vilões, e se aliou ao Coringa da Terra 2 para roubarem jóias, numa aventura da Liga da Justiça (revista Justice League of America #136). Outros inimigos do Homem-Bala foram "Black Rat", um vilão com superforça e que assustava os outros criminosos com seu uniforme. Era outro membro do "Revenge Syndicate" mas aparentemente morreu na revista All-American Comics #2, ao cair num tonel de metal fundido. O terceiro membro era o Profeta Assassino.

## Outras versões
Na década de 1970, a fabricante estadunidense de brinquedos Hasbro produziu figuras de ação de 12" de um personagem similar ao Homem-Bala como parte da coleção G.I. Joe. As maiores diferenças eram os braços cromados e as pernas descobertas (ao invés de usar uma calça, as pernas ficavam de fora, como no uniforme original do Robin, da DC Comics).
Homem-Bala e Mulher-Bala apareceram na minissérie de Alex Ross e Mark Waid, O Reino do Amanhã (Kingdom Come).

## Adaptações

### Televisão
- Homem-Bala aparece no desenho animado Batman: The Brave and the Bold, episódio "Joker: The Vile and the Villainous!". É mostrado em flashback envolvido num plano do Chorão para destruir Fawcett City.

### Outros
- Homem-Bala aparece em South Park no episódio "Imaginationland".